# سوفي أودا
سوفي أودا (بالإنجليزية: Sophie Oda)‏ هي ممثلة أمريكية، ولدت في 23 أكتوبر 1991 بسان فرانسيسكو في الولايات المتحدة.

## أعمال

### أفلام
- (2005) مذكرات فتاة الغيشا[5]

### مسلسلات
- ذا سويت لايف أوف زاك أند كودي

## وصلات خارجية
- سوفي أودا على موقع IMDb (الإنجليزية)
- سوفي أودا على موقع ألو سيني (الفرنسية)
- سوفي أودا على موقع ميوزك برينز (الإنجليزية)
- سوفي أودا على موقع قاعدة بيانات الفيلم (الإنجليزية)
- سوفي أودا على موقع كينوبويسك (الروسية)